# David Ridgway
David Ridgway (Atene, 11 maggio 1938 – Atene, 20 maggio 2012) è stato uno storico ed etruscologo britannico specializzato in archeologia italiana ed etruscologia.

## Biografia
Dopo aver studiato storia antica e lettere classiche all'University College London completò il suo dottorato nel 1960. Negli anni successivi fu ricercatore e archeologo all'Università di Oxford. Dal 1968 al 2003 insegnò archeologia all'University of Edinburgh, dove conobbe e sposò la collega Francesca Romana Serra Ridgway.
Nel 2006 in onore suo e di sua moglie fu pubblicato un volume miscellaneo dal titolo Across Frontiers: Etruscans, Greeks, Phoenicians & Cypriots. Studies in honour of David Ridgway and Francesca Romana Serra Ridgway.

## Opere
- (EN)  Italy Before the Romans (a cura di), Academic Press, 1979 ISBN 0-12-588020-0
- (EN)  The First Western Greeks, Cambridge University Press, 1992 ISBN 0-521-42164-0
- Pithekoussai I, Giorgio Bretschneider, 1993 ISBN 88-7689-074-2
- (EN)  The World of the Early Etruscans, Paul Åströms Förlag, 2002 ISBN 91-7081-189-X